# اتو ریسلانت
اتو ریسلانت (انگلیسی: Otto Reislant; ۳۱ مهٔ ۱۸۸۳ – ۲۸ ژانویهٔ ۱۹۶۸) بازیکن فوتبال اهل آلمان بود.
از باشگاه‌هایی که در آن بازی کرده‌است می‌توان به اشاره کرد.
وی همچنین در تیم ملی فوتبال آلمان بازی کرده‌است.